# Ordoqui
Ordoqui es una pequeña localidad del Partido de Carlos Casares, provincia de Buenos Aires, Argentina, ubicada a 42 km de la ciudad cabecera homónima: 39 km por camino de tierra y 3 km por RN 5.

## Población
Cuenta con 174 habitantes (Indec, 2010), lo que representa un descenso del 4,4% frente a los 182 habitantes (Indec, 2001) del censo anterior.
| Gráfica de evolución demográfica de Ordoqui entre 1991 y 2010 |
|                                                               |
| Fuente: Censos nacionales del INDEC                           |

## Toponimia
En homenaje a Don Pedro Wenceslao Ordoqui, inmigrante vasco y propietario de las tierras que circundaban la estación ferroviaria en el momento de su construcción.
Pedro W. Ordoqui nació en 1851 en el Caserío Erreka en Tolosa, España, llegó al país en 1865 de polizón, radicándose en San Justo (B.A) donde tuvo una importante fonda, dedicándose luego a las actividades agropecuarias. Trajo numerosos amigos y parientes a sus campos.

## Historia
El 1 de mayo de 1911 el Ferrocarril Midland inauguró su estación y en sus inmediaciones se fue formando el pueblo, con un esquema económico agropecuario.
Véase: Estación Ordoqui

## Educación
La localidad cuenta con dos instituciones educativas:
- Escuela N.º 11 Provincia de Corrientes
- Jardín de infantes N.º 903 Álvaro Ordoqui

## Sociales y Deportivas
- Club Atlético Argentino Ordoqui

## Planta Compresora
En sus cercanías, sobre el importante gasoducto Neuba II, se ubica la Planta Compresora de Gas Natural Ordoqui, perteneciente a TGS.
- Datos: Q9052847